# Östergötlands runinskrifter 163
Östergötlands runinskrifter 163, Ög 163,  är en vikingatida runsten som står rest nordväst om gården Skattna i Kullerstads socken i Norrköpings kommun, på en plats som tros vara den ursprungliga eller i den ursprungligas närhet. Stenen är av gnejs. Runslingan har någon form av profilstil (Pr2 eller Pr3), som kan precisera dateringen till perioden 1020-1080. Innanför runslingan finns ett kors. Ristaren är inte känd, men på basis av likheter i språk och korsform gör Erik Brate i Östergötlands runinskrifter bedömningen att Ög 163 och Ög 161 troligtvis härrör från samme ristare.

## Translitterering
I translittererad form lyder inskriften på stenen:
× ntisa × risti × sten × ebtiR × kufast × sun sin × kuþ × hiabi × aut × hans

## Översättning
På dagens svenska får det som stenen vill berätta följande lydelse:
"Adisa reste stenen efter Gudfast, sin son. Gud hjälpe hans ande!"